# Meloksikam
Meloksikám, pod zaščitenim imenom Mobic in drugimi, je nesteroidno protivnetno zdravilo (NSPVZ) za zdravljenje bolečine in vnetja pri revmatoidnem artritisu in osteoartrozi. Uporablja se peroralno (skozi usta) in intravensko. Priporoča se uporaba v najkrajšem možnem trajanju in majhnih odmerkih.
Med pogoste neželene učinke spadajo bolečina v trebuhu, omotica, otekanje, glavobol in izpuščaj. Možni hudi neželeni učinki vključujejo bolezni srca, kap, motnje delovanja ledvic in želodčne razjede. V zadnjem trimesečju nosečnosti se uporaba odsvetuje. Deluje tako, da zavira encim ciklooksigenazo (COX); izkazuje večjo afiniteto do COX-2 v primerjavi s COX-1. Spada med oksikame in je kemijski soroden piroksikamu.
Meloksikam so patentirali leta 1977, za klinično uporabo pa so ga v ZDA odobrili leta 2000. Razvilo ga je farmacevtsko podjetje Boehringer Ingelheim, danes pa so na trgu tudi generična zdravila. Februarja 2020 so v ZDA odobrili zdravilo z meloksikamom za intravensko uporabo. 

## Klinična uporaba
Meloksikam se kot protivnetno in protibolečinsko zdravilo uporablja za simptomatsko zdravljenje:
- boleče osteoartroze (degenerativne sklepne bolezni),
- revmatoidnega artritisa,
- ankilozirajočega spondilitisa.

Uporablja se tudi v veterinarski medicini, zlasti za zdravljenje psov.

## Neželeni učinki
Meloksikam lahko med drugim povzroči neželene učinke na prebavila, krvavitve (smolasto blato je lahko znak krvavitev iz prebavil), glavobol, izpuščaj. Kot drugi NSPVZ lahko poveča tveganje za srčno-žilne dogodke, kot sta srčna in možganska kap. Izkazuje manj neželenih učinkov na prebavila kot diklofenak, piroksikam, naproksen in verjetno tudi manj kot drugi NSPVZ, ki ne delujejo selektivno na COX-2. Meloksikam sicer preko zaviranja ciklooksigenaze zavira tudi tvorbo tromboksana A, vendar zgleda, da ne v takšnem obsegu, da bi vplival na funkcijo krvnih ploščic (trombocitov). 
Združena analiza randomiziranih, nadzorovanih kliničnih preskušanj z meloksikamom pri uporabi do največ 60 dni je pokazala, da je statistično značilno povezan z manj tromboemboličnimi zapleti kot diklofenak (0,2 % proti 0,8 %), tveganje v primerjavi z naproksenom in piroksikamom pa je podobno.
Oktobra 2020 je ameriška agencija za zdravila (Uprava za hrano in zdravila) zahtevala, da se za vse NSPVZ v navodila za uporabo doda tveganje za pojav motenj v delovanju ledvic pri nerojenih otrocih, kar lahko povzroči zmanjšanje količine plodovnice. Posledično se uporaba teh zdravil odsvetuje po 20. tednu nosečnosti.

### Prebavila
Kot drugi NSPVZ tudi meloksikam izkazuje neželene učinke na prebavila, zlasti zaradi zaviranja izooblike encima COX-1. Med dolgotrajnim zdravljenjem so zabeležili primere predrtja prebavil, razjede in krvavitve. Večje tveganje je pri starejših bolnikih.
Po nekaterih podatkih izkazuje boljši profil varnosti glede prebavil v primerjavi z manj selektivnimi učinkovinami, kot so diklofenak, piroksikam, in naproksen, vendar vsi podatki tega ne potrjujejo. Določene primerjalne raziskave na primer niso pokazale statistično pomembnih razlik v povzročanju teh neželenih učinkov pri meloksikamu in sicer manj specifičnim diklofenakom.

## Mehanizem delovanja
Meloksikam zavira encim ciklooksigenazo (COX), ki je odgovoren za pretvorbo arahidonske kisline v prostaglandin H2, kar predstavlja prvo stopnjo v sintezi prostaglandinov, le-ti pa so pomembni posredniki vnetja.
Meloksikam selektivneje zavira izoobliko COX-2, v primerjavi s COX-1, kar je izrazito zlasti pri majhnih odmerkih. Terapevtsko pomembno je zaviranje COX-2, saj gre za inducibilno izoobliko encima in nastaja predvsem v patoloških razmerah vnetja. Zaviranje COX-1 ni zaželeno, saj je ta izooblika konstitutivna in je normalno prisotna v prebavilih, ledvicah in krvnih ploščicah. Zaviranje COX-1 povzroča neželene učinke na prebavilih in preprečuje trombembolične zaplete.
Meloksikam dosega v sklepni maži (sinovijski tekočini) sorazmerno visoke, okoli polovične (40–50-%) koncentracije v primerjavi s plazmo. Deleži proste učinkovine v sklepni maži pa so po drugi strani okoli 2,5-krat višji kot v plazmi, saj je vsebnost albumina, na katerega se učinkovina lahko veže, v sklepni maži nižje. Terapevtski pomen prodiranja meloksikama v sklepno mažo ni pojasnjen, vendar morda doprinese k njegovi izredni učinkovitosti pri zdravljenju artritisa na živalskih modelih.